# Thrypticomyia unisetosa
Thrypticomyia unisetosa is een tweevleugelige uit de familie steltmuggen (Limoniidae). De soort komt voor in het Palearctisch en Oriëntaals gebied.